# Nadja Ringart
Nadja Ringart, née le 11 juin 1948 à Palaiseau, est une sociologue et militante féministe française.

## Biographie
Nadja Ringart est née le 11 juin 1948 à Palaiseau (Essonne) de parents juifs russes athées. Parallèlement à son travail de sociologue, elle milite dans le Mouvement de libération des femmes dès sa création.
En 1982, elle entre au Conseil d'administration du Centre audiovisuel Simone de Beauvoir à son ouverture.
Elle tourne plusieurs films militants, en particulier Maso et Miso vont en bateau,, avec Carole Rossopoulos, Delphine Seyrig et Ioana Wieder. 